# 殘疾人士登記證
殘疾人士登記證（英語：Registration Card for People with Disabilities），俗稱殘疾證、白卡，是香港政府勞工及福利局康復服務中央檔案室為香港居住的殘疾人士發出的自願申領證件，可讓他們證明自身為殘疾人士和他們的殘疾類別。該證件自1999年起發行，初期為一張無個人相片的證件，並於2005年起逐步更換為具防偽特徵並註有個人相片的證件。

## 歷史
在殘疾人士登記證推出之前，香港政府主要靠函件形式來證明某個殘疾人士已在衞生福利局康復服務中央檔案室登記，之後為提高效率，減省程序，而在1999年1月改用殘疾人士登記證。它當時並不會印有有效日期及殘疾人士的照片。
2003年，衞生福利及食物局在檢討殘疾人士登記證時，考慮到臨時傷殘人士的殘疾情況有機會痊愈，故建議為他們的登記證加上有效日期和續期機制。並為保登記證的認受性，決定為它加入照片。新證件在2005年7月開始簽發，次年5月開始為持有舊證件者換發新證。
2011年《最低工資條例》生效前，唯持有殘疾人士登記證的殘疾人士才可接受生產力評估，以評定他們是否跟其他人一樣受最低工資保障。

## 申請

### 資格
該證適用於以下人士：
- 聽覺受損
- 視覺受損
- 肢體傷殘
- 言語障礙
- 智力障礙
- 精神病
- 自閉症
- 器官殘障／長期病患
- 注意力失調或過度活躍症[8]
- 特殊學習困難[8]

### 程序
申請人或其代理人需填妥《殘疾人士登記證》申請表（CRR3），連同證明申請人為殘疾人士的文件、身份證副本、一張彩色近照一起交至勞工及福利局康復服務中央檔案室。他們亦可透過勞工及福利局網站提交網上申請。證明自身為殘疾人士的證明書可由醫生等專業人士簽發；若申請方已領取傷殘津貼或喪失全部謀生能力的綜合社會保障援助，亦可授權勞工及福利局向社會福利署查詢有關詳請，以證明自身為殘疾人士。

### 有效期
該證有效期為2年（只適用於身體機能暫時受損及／或未滿11歲的兒童和未滿18歲的青少年）或永久（適用於身體機能長期或永久受損並年滿18歲人士）；而未滿11歲的兒童和未滿18歲的青少年的持證人，有效期為2年或年滿11歲和18歲後的兩個月內（以較早者為準），持證人必須分別在年滿11歲和18歲後的兩個月內，提出續證申請。

## 優惠
殘疾人士登記證本身不會為持證人提供任何優惠，不過不同的機構都會自願為他們提供各種優惠。此外持證人不一定受惠於長者及合資格殘疾人士公共交通票價優惠計劃和傷殘津貼。以下機構有為他們提供優惠：香港海洋公園、香港迪士尼樂園、香港濕地公園、馬灣公園挪亞方舟、天星小輪、港九小輪、新渡輪、康樂及文化事務署、中華電力、響應國際復康日之公共運輸機構。

## 反應
2005年，社福界立法會議員張超雄表示殘疾人士登記證對殘疾人士的作用不大，故較少人申請該證。當地人亦不時誤解持證人等同精神病人。此外Google表示，殘疾人士登記證的俗稱「白卡」在2022年為香港第5多人搜尋的字眼。香港01解釋指，當地網絡文化套用了持證人等同精神病人的觀點，故網絡上會以其批評或取笑別人「瘋狂」。

## 認受性
有些政府部門不接受「殘疾人士登記證」作為傷殘證明。
在2018年，一位聾人向房屋署申請安裝閃燈門鐘。該聾人所住的地方由某物業顧問有限公司承辦，安裝門鐘的工作則由房屋署的外判公司處理。然而，外判公司卻要求聾人提交轉介信。為什麼需要提交物理治療師的轉介信呢？房屋署回應說，屋邨辦事處會聯絡有關租戶，跟進其個案。聾人機構「龍耳」的創辦人邵日贊長期以來一直為聾人爭取權益，他強烈批評外判公司要求聾人提交轉介信的做法毫不彈性。他指出，這就像我有身份證，卻仍需要向入境處證明我是香港人一樣荒謬。私人公司沒有權力決定如何安裝門鐘，最終責任仍歸於房屋署。
該聾人擁有殘疾人士登記證，證上清楚列明殘疾類別。然而，他仍需要遞交轉介信，讓一眾聾人感到困惑不解。

## 外部連結
- 香港特別行政區政府勞工及福利局 （页面存档备份，存于）